# Fortune Arterial
Fortune Arterial (яп. フォーチュン アテリアル Фо:тюн Атэриару,  неоф. рус. «Развилка фортуны») — японский эротический визуальный роман, созданный компанией August и выпущенный 25 января 2008 года на DVD для платформы Microsoft Windows (ПК). Версия для PlayStation 3 была выпущена компанией «Kadokawa Shoten» под названием Fortune Arterial: Akai Yakusoku. На основе сюжета игры также были выпущены несколько drama CD, ранобэ и манг. Трансляция аниме-сериала прошла во второй половине 2010 года.

## Сюжет
Сюжет повествует о приключениях юноши Хасэкуры Кохэй, который был переведён в престижную Академию Сютикан (яп. 修智館学院 Сютикан Гакуин) на отдалённом японском острове Тамацу (яп. 珠津島 Тамацусима). Привычный расклад Хасэкуры меняется, когда он узнаёт, что симпатичная и весёлая вице-президент совета учебного заведения Эрика Сэндо является вампиром. Вскоре ему уже приходится участвовать в школьных разборках и иметь дело с вампирским кланом.

## Персонажи
- Кохэй Хасэкура (яп. 支倉 孝平 Хасэкура Ко:хэй)

Сэйю: Дайсукэ Оно (drama CD)
Главный персонаж сюжета. Студент-пятикурсник. Вскоре после перевода на новое место учёбы, обнаруживает, что Эрика Сэндо и её старший брат является вампирами. Он был вынужден вступить в школьный совет. Позже неоднократно организовывал школьные фестивали.
- Эрика Сэндо (яп. 千堂 瑛里華 Сэндо: Эрика)

Сэйю: Риэ Канда
Студентка-пятикурсница и вице-президент совета Академии (президентом является её старший брат Иори). Увлекается чтением литературы и боевыми искусствами, что делает её популярной среди юношей. Всесторонне развитая и любознательная личность. Является вампиром, хотя в отличие от брата, она имеет тот же возраст, что и её одноклассники. Сразу после первого контакта с Кохэем у неё пробуждается сильная жажда крови, которая со временем становится всё сильнее. Сначала игнорировала Кохэя, но позже подружилась с ним. Позже выясняется, что мать Эрики отправила девушку в школу только для того, чтобы обратить человека и сделать его своим слугой, чего Эрика делать категорически не желает. Когда-то давно дружила с Харуной, но стёрла ей память, после того, как она увидела её сущность вампира.
- Сиро Тоги (яп. 東儀 白 То:ги Сиро)

Сэйю: Аири Химэкава
Студентка-четверокурсница. По своей натуре очень застенчива. Была введена в студенческий совет своим братом и назначена своего рода его казначеем. Тем не менее заседания совета она часто пропускает. При себе носит всегда кролика по имени Юкимару, который всё время сбегает от неё. Знает о вампирской сущности Эрики и её брата.
- Кириха Кудзэ (яп. 紅瀬 桐葉 Кудзэ Кириха)

Сэйю: Судзунэ Кусуноки
Одноклассница Кохэя. Любит проводить время одна и не любит много болтать. Показывает блестящие знания в математике. Позже выясняется, что она обращённый вампир, а её хозяйкой является мать Эрики.
- Канадэ Юки (яп. 悠木 かなで Ю:ки Канадэ)

Сэйю: Хитоми Набатамэ
Подруга детства Кохэя и старшая сестра Харуны, хотя ниже её. Жизнерадостная девушка, постоянно находящаяся в приподнятом настроении. Когда-то ненавидела Харуну за то, что мама (по причине слабого здоровья) уделяла ей значительно больше внимания. Но после того, как Харуна попала под машину, Канадэ стала винить себя в произошедшем и после этого стремилась сделать сестру всегда радостной вопреки своему счастью.
- Харуна Юки (яп. 悠木 陽菜 Ю:ки Харуна)

Сэйю: Сакура Такацуки
Одноклассница Кохэя, младшая сестра Канадэ. Яркая личность, любящая помогать другим. Хотя она делала вид, что рада встрече с Кохэем, на самом деле она забыла обо всём, что было до аварии, в том числе и о Кохэе. В детстве очень сильно завидовала Канадэ за то, что та была здоровой и располагала полноценной жизнью. Когда-то была близкой подругой Эрики, но после того, как она спасла её от аварии, Харуна узнала, что Эрика — вампир, и той пришлось стереть память вплоть до события, до которого Харуна познакомилась с Эрикой. Гораздо позже Харуна снова неожиданно встречает Эрику в форме вампира, и та возвращает ей и старую память детства.

## Аниме-сериал
Показ аниме-адаптации под названием Fortune Arterial: Akai Yakusoku (яп. FORTUNE ARTERIAL 赤い約束 англ. «Fortune Arterial: Red Promise») стартовал октября 2010 года. Сериал был снят студиями «Zexcs» и «Feel» под руководством режиссёра Минэнори Навы. 26 февраля 2011 состоялась премьера OVA.
Открывающая композиция аниме-сериала и OVA:
- «絆-kizunairo-色» (исполняет Lia)

Закрывающая композиция аниме-сериала и OVA:
- «I miss you» (исполняет Veil)

| № серии | Заглавие                                       | Трансляция в Японии  |
| ------- | ---------------------------------------------- | -------------------- |
| 1       | Перелётная птица «Ватаридори» (渡り鳥)         | 8 октября 2010 года  |
| 2       | Церемония вступления «Сигё:сики» (始業式)      | 15 октября 2010 года |
| 3       | Тысячелетний источник «Сэннэн Идзуми» (千年泉) | 22 октября 2010 года |
| 4       | Новичок «Синъири» (新入り)                     | 29 октября 2010 года |
| 5       | Ключ «Каги» (鍵)                               | 5 ноября 2010 года   |
| 6       | Письмо «Тэгами» (手紙)                         | 12 ноября 2010 года  |
| 7       | Предвестье «Маэбурэ» (前触れ)                  | 19 ноября 2010 года  |
| 8       | Память «Киоку» (記憶)                          | 26 ноября 2010 года  |
| 9       | Родство «Кэндзоку» (眷属)                      | 3 декабря 2010 года  |
| 10      | Жажда «Каваки» (渇き)                          | 10 декабря 2010 года |
| 11      | Разлука «Кэцубэцу» (訣別)                      | 17 декабря 2010 года |
| 12      | Алое обещание «Акай Якусоку» (赤い約束)        | 24 декабря 2010 года |